# 井上由美子 (演歌歌手)
井上 由美子（いのうえ ゆみこ、本名：井上 由美、1976年9月10日 - ）は、日本の女性演歌歌手。大阪府藤井寺市出身。身長146cm、血液型A型。所属レコード会社はキングレコード。所属事務所はアルデル・ジロー。

## 人物・エピソード
- 2003年に開催された文化放送の「走れ!歌謡曲」放送35周年記念演歌歌手オーディショングランプリを獲得し、2004年1月7日に「恋の糸ぐるま」で演歌歌手デビュー[4]。
- 2005年11月23日にファーストアルバム「ゆめ〜片瀬波〜」発売。
- 2007年8月に千葉県富津市の観光大使に任命された[5]。
- 2009年1月7日に初めての単独コンサートを東京都新宿区の四谷区民ホールで行った[6]。なお、この開催地の四谷はデビューのきっかけとなった文化放送の旧社屋があったゆかりの場所であった。
- 2009年4月にファンクラブ「ゆみっこ広場」を結成。
- 2011年11月23日、永井裕子と組んだ 女性演歌デュオ「なでしこ姉妹」としてもデビューした。
- 肉類が大好物。「走れ!歌謡曲」番組内でも肉料理（特に焼肉）に関する話題でゲストとともに盛り上がることがしばしばあった。

## ディスコグラフィ
- 全てキングレコードからリリース。
- なでしこ姉妹としての作品については「なでしこ姉妹#ディスコグラフィ」を参照。

### シングル
| #  | 発売日          | 曲順 | タイトル                            | 作詞       | 作曲       | 編曲       | オリコン 最高順位 | 規格品番   |
| -- | --------------- | ---- | ----------------------------------- | ---------- | ---------- | ---------- | ----------------- | ---------- |
| 1  | 2004年 1月7日   | 01   | 恋の糸ぐるま                        | たかたかし | 弦哲也     | 南郷達也   | -                 | KICM-803   |
| 1  | 2004年 1月7日   | 02   | うち好きやねん                      | たかたかし | 弦哲也     | 南郷達也   | -                 | KICM-803   |
| 2  | 2004年 9月23日  | 01   | 赤い波止場                          | たかたかし | 弦哲也     | 前田俊明   | -                 | KICM-840   |
| 2  | 2004年 9月23日  | 02   | こころの絆                          | たかたかし | 弦哲也     | 前田俊明   | -                 | KICM-840   |
| 3  | 2005年 6月8日   | 01   | 片瀬波                              | たかたかし | 弦哲也     | 前田俊明   | -                 | KICM-893   |
| 3  | 2005年 6月8日   | 02   | あなたの女でいいですか              | たかたかし | 弦哲也     | 前田俊明   | -                 | KICM-893   |
| 4  | 2006年 4月26日  | 01   | 潮騒                                | たかたかし | 弦哲也     | 前田俊明   | -                 | KICM-30010 |
| 4  | 2006年 4月26日  | 02   | 浪花人生心意気                      | たかたかし | 弦哲也     | 前田俊明   | -                 | KICM-30010 |
| 5  | 2007年 1月24日  | 01   | 夾竹桃の咲く岬                      | 水木れいじ | 弦哲也     | 南郷達也   | -                 | KICM-30057 |
| 5  | 2007年 1月24日  | 02   | さくらんぼ                          | 水木れいじ | 弦哲也     | 南郷達也   | -                 | KICM-30057 |
| 6  | 2008年 1月23日  | 01   | 大阪紙芝居                          | 水木れいじ | 弦哲也     | 南郷達也   | -                 | KICM-30117 |
| 6  | 2008年 1月23日  | 02   | 人生ふたりづれ                      | 水木れいじ | 弦哲也     | 南郷達也   | -                 | KICM-30117 |
| 7  | 2008年 10月22日 | 01   | 海峡桟橋                            | 水木れいじ | 弦哲也     | 南郷達也   | 46位              | KICM-30172 |
| 7  | 2008年 10月22日 | 02   | 紅葉川                              | 馬場登代光 | 桧原さとし | 石倉重信   | 46位              | KICM-30172 |
| 8  | 2009年 8月26日  | 01   | 哀愁半島                            | 水木れいじ | 弦哲也     | 前田俊明   | 41位              | KICM-30234 |
| 8  | 2009年 8月26日  | 02   | あすなろ酒                          | 水木れいじ | 弦哲也     | 前田俊明   | 41位              | KICM-30234 |
| 9  | 2010年 5月26日  | 01   | 相馬に 雨が…                        | たかたかし | 弦哲也     | 南郷達也   | -                 | KICM-30284 |
| 9  | 2010年 5月26日  | 02   | 奥能登ひとり                        | 水木れいじ | 弦哲也     | 前田俊明   | -                 | KICM-30284 |
| 10 | 2011年 1月26日  | 01   | 港のほたる草                        | たかたかし | 弦哲也     | 南郷達也   | -                 | KICM-30328 |
| 10 | 2011年 1月26日  | 02   | うち好きやねん (よさこいバージョン) | たかたかし | 弦哲也     | 神尾修     | -                 | KICM-30328 |
| 11 | 2011年 10月26日 | 01   | みなと夢酒場                        | 里村龍一   | 弦哲也     | 南郷達也   | 44位              | KICM-30389 |
| 11 | 2011年 10月26日 | 02   | 中野坂上                            | 里村龍一   | 弦哲也     | 南郷達也   | 44位              | KICM-30389 |
| 12 | 2012年 10月10日 | 01   | 恋の川                              | 里村龍一   | 弦哲也     | 南郷達也   | 26位              | KICM-30461 |
| 12 | 2012年 10月10日 | 02   | 高梁慕情                            | 伊藤謙介   | 聖川湧     | 南郷達也   | 26位              | KICM-30461 |
| 13 | 2013年 6月19日  | 01   | 名も無い道                          | 小宮正人   | 三好和幸   | 南郷達也   | 40位              | KICM-30510 |
| 13 | 2013年 6月19日  | 02   | 恋日和                              | 山城さくら | 神島万瑳緒 | 南郷達也   | 40位              | KICM-30510 |
| 14 | 2014年 2月5日   | 01   | 海峡吹雪                            | 青山幸司   | 四方章人   | 南郷達也   | 50位              | KICM-30573 |
| 14 | 2014年 2月5日   | 02   | 暖め鳥                              | 保岡直樹   | 四方章人   | 南郷達也   | 50位              | KICM-30573 |
| 15 | 2014年 11月5日  | 01   | 城崎夢情                            | 仁井谷俊也 | 岡千秋     | 南郷達也   | 45位              | KICM-30617 |
| 15 | 2014年 11月5日  | 02   | なみだ橋                            | 仁井谷俊也 | 岡千秋     | 南郷達也   | 45位              | KICM-30617 |
| 16 | 2015年 8月26日  | 01   | 港しぐれ                            | 麻こよみ   | 岡千秋     | 丸山雅仁   | 47位              | KICM-30673 |
| 16 | 2015年 8月26日  | 02   | 雪だより                            | 麻こよみ   | 岡千秋     | 丸山雅仁   | 47位              | KICM-30673 |
| 17 | 2016年 5月11日  | 01   | ひとり北夜行                        | 円香乃     | 岡千秋     | 伊戸のりお | 38位              | KICM-30720 |
| 17 | 2016年 5月11日  | 02   | 暖め鳥 (女声コーラス入り)           | 保岡直樹   | 四方章人   | 南郷達也   | 38位              | KICM-30720 |
| 18 | 2017年 3月22日  | 01   | 母情歌                              | 志賀大介   | 岡千秋     | 南郷達也   | -                 | KICM-30790 |
| 18 | 2017年 3月22日  | 02   | 母一輪                              | 円香乃     | 岡千秋     | 南郷達也   | -                 | KICM-30790 |
| 19 | 2018年 2月7日   | 01   | 夜明けの波止場                      | 高橋直人   | 矢崎一雄   | 伊戸のりお | -                 | KICM-30840 |
| 19 | 2018年 2月7日   | 02   | 水の月                              | 円香乃     | 岡千秋     | 伊戸のりお | -                 | KICM-30840 |
| 20 | 2019年 1月9日   | 01   | 想い出の路                          | 円香乃     | 水森英夫   | 伊戸のりお | 36位              | KICM-30898 |
| 20 | 2019年 1月9日   | 02   | ひとり北夜行 〜愛ふたたび〜         | 円香乃     | 岡千秋     | 伊戸のりお | 36位              | KICM-30898 |
| 21 | 2019年 11月27日 | 01   | 野付半島                            | 円香乃     | 徳久広司   | 伊戸のりお | 48位              | KICM-30955 |
| 21 | 2019年 11月27日 | 02   | 志摩の月                            | 馬場登代光 | 三好和幸   | 伊戸のりお | 48位              | KICM-30955 |
| 21 | 2019年 11月27日 | 03   | 高梁慕情                            | 伊藤謙介   | 聖川湧     | 南郷達也   | 48位              | KICM-30955 |
| 22 | 2021年 3月10日  | 01   | オロロン海道                        | 円香乃     | 徳久広司   | 伊戸のりお | 38位              | KICM-31009 |
| 22 | 2021年 3月10日  | 02   | 野付半島                            | 円香乃     | 徳久広司   | 伊戸のりお | 38位              | KICM-31009 |
| 23 | 2022年 2月9日   | 01   | さくら雨                            | 宮下康仁   | 弦哲也     | 猪股義周   | 28位              | KICM-31052 |
| 23 | 2022年 2月9日   | 02   | 秋桜の街                            | 宮下康仁   | 弦哲也     | 猪股義周   | 28位              | KICM-31052 |
| 24 | 2023年 5月10日  | 01   | 酔恋歌                              | 円香乃     | 徳久広司   | 伊戸のりお | 34位              | KICM-31099 |
| 24 | 2023年 5月10日  | 02   | 父さんへ                            | Non        | Non        | 伊戸のりお | 34位              | KICM-31099 |
| 24 | 2023年 5月10日  | 03   | ひとり北夜行                        | 円香乃     | 岡千秋     | 伊戸のりお | 34位              | KICM-31099 |
| 25 | 2024年 5月15日  | 01   | ふられてあげる                      | 円香乃     | 徳久広司   | 伊戸のりお | 28位              | KICM-31138 |
| 25 | 2024年 5月15日  | 02   | 心に吹く風                          | 伊藤謙介   | 徳久広司   | 伊戸のりお | 28位              | KICM-31138 |

#### 非売品シングル
- しあわせ通り〜荒川区商店街の歌〜（2007年10月8日制定）
  - 作詞：高野政義、作曲：弦哲也、編曲：南郷達也、歌：北川裕二&井上由美子
  - ※荒川区の公式ソング。区内の図書館でCD・振り付けDVDを貸出している[8]。

### アルバム
| 発売日         | タイトル                              | 規格品番            |
| -------------- | ------------------------------------- | ------------------- |
| 2005年11月23日 | ゆめ〜片瀬波〜                        | KICX-672            |
| 2021年8月4日   | ゆめ〜片瀬波〜                        | KICX-5360【復刻盤】 |
| 2006年11月22日 | みちしるべ〜いつでも「走れ!歌謡曲」〜 | KICX-686            |
| 2012年7月25日  | 絆…そして夢                           | KICX-835            |
| 2014年7月9日   | 奇跡〜昭和歌謡カバー集                | KICX-912            |

#### ベスト・アルバム
| 発売日         | タイトル                       | 規格品番      |
| -------------- | ------------------------------ | ------------- |
| 2009年10月7日  | 全曲集2010                     | KICX-3754     |
| 2010年4月7日   | ベストセレクション2010         | KICX-3829〜30 |
| 2010年10月6日  | 全曲集2011                     | KICX-3895     |
| 2011年4月20日  | ベストセレクション2011         | KICX-3949〜50 |
| 2011年10月5日  | 全曲集2012                     | KICX-4015     |
| 2012年4月11日  | ベストセレクション2012         | KICX-4089〜90 |
| 2012年10月24日 | 全曲集2013                     | KICX-4140     |
| 2013年4月10日  | ベストセレクション2013         | KICX-4179〜80 |
| 2013年10月9日  | 全曲集2014                     | KICX-4231     |
| 2014年4月9日   | ベストセレクション2014         | KICX-4313〜14 |
| 2014年10月8日  | 全曲集2015                     | KICX-4365     |
| 2014年11月5日  | 歌カラ全曲集ベスト8            | KICX-4397     |
| 2015年4月8日   | ベストセレクション2015         | KICX-4443〜44 |
| 2015年10月7日  | 全曲集2016                     | KICX-4525     |
| 2016年4月6日   | ベストセレクション2016         | KICX-4611〜12 |
| 2016年10月5日  | 全曲集2017                     | KICX-4666     |
| 2017年4月5日   | ベストセレクション2017         | KICX-4714〜15 |
| 2017年10月11日 | 全曲集2018                     | KICX-4789     |
| 2018年4月4日   | ベストセレクション2018         | KICX-4877〜78 |
| 2018年10月10日 | 全曲集2019                     | KICX-4968     |
| 2019年4月10日  | ベストセレクション2019         | KICX-5016〜17 |
| 2019年10月9日  | 全曲集2020                     | KICX-5091     |
| 2020年4月8日   | ベストセレクション2020         | KICX-5180〜81 |
| 2020年10月7日  | 全曲集2021                     | KICX-5237     |
| 2021年4月7日   | ベストセレクション2021         | KICX-5306〜07 |
| 2021年10月6日  | 全曲集2022                     | KICX-5392     |
| 2022年4月6日   | ベストセレクション2022         | KICX-5503〜04 |
| 2022年10月5日  | 全曲集〜さくら雨〜             | KICX-5558     |
| 2023年4月5日   | ベストセレクション〜さくら雨〜 | KICX-5604〜05 |

### 映像作品

#### ミュージック・ビデオ
| 発売日        | タイトル                      | 規格品番  |
| ------------- | ----------------------------- | --------- |
| 2013年8月7日  | DVDカラオケ全曲集ベスト8      | KIBK-6025 |
| 2016年8月10日 | DVDカラオケ全曲集ベスト8 2016 | KIBK-6073 |

## 出演

### テレビ
- 新・平成歌謡塾（BS朝日、第一興商スターカラオケ）…カラオケレッスンコーナーアシスタント[注釈 1]。なお、アシスタントは平成歌謡塾時代より務めている。
- NHK歌謡コンサート（NHK総合）

1. （2004年2月10日）「輝け！期待の新星たち」　『恋の糸ぐるま』　※初出演
2. （2004年12月7日）「心あったか歌でつづる冬景色」　『赤い波止場』
3. （2009年10月20日）　　　　　　　　　　　　　　　『哀愁半島』
4. （2010年8月4日）「夏だ！納涼歌まつり」　『相馬に雨が…』
5. （2011年3月1日）「恋する女のロマン歌謡」　『港のほたる草』
6. （2013年9月24日）「名調子！きみまろ瓦版」　『名も無い道』
7. （2014年3月18日）「きみまろ瓦版・愛の歌絵巻」　『海峡吹雪』
8. （2015年11月10日）「古賀メロディーよ永遠に」　『港しぐれ』

### ラジオ
- 日野ミッドナイトグラフィティ 走れ!歌謡曲（文化放送）
  - 2004年1月から毎週火曜未明放送分（当時は中尾美穂がパーソナリティーだった）のコーナーレギュラーとして出演。2006年4月から担当シフト変更に伴い、火曜日のパーソナリティーに昇格。以前は鈴木純子と2人で出演していたが現在は1人で担当している。なお、ユニットでの出演はGパン娘以来であった。
  - 番組内でのキャッチコピー（愛称）は「夜明けのピーチ姫」である。
  - 2010年3月31日未明放送回にて、火曜日未明担当を卒業。翌年度より木曜日担当に異動になる。
  - 2014年3月27日降番。
- ラジオアミューズメントパーク（NRN系）

## 連載
- 月刊歌の手帖（マガジンランド）…連載エッセイとして井上由美子の「私“絶対”痩せたるで〜!」を執筆している。